# Lafayette Thomas
Lafayette Jerl Thomas (* 13. Juni 1928 in Shreveport, Louisiana, USA; † 20. Mai 1977 in Brisbane, Kalifornien, USA) war ein US-amerikanischer Bluessänger und Gitarrist.

## Biografie
Lafayette Thomas wurde am 13. Juni 1928 in Shreveport, Louisiana, geboren. Als Jugendlicher sang er in einem örtlichen Kirchenchor und wurde erstmals von seinem Onkel, dem Musiker Jesse „Babyface“ Thomas, mit der Bluesgitarre bekannt gemacht.
Thomas begann seine Musikkarriere 1947, nachdem er nach San Francisco umgezogen war, bei den Rhythm Rockers von Al Simmons. Im Jahr darauf wurde er Mitglied der Band von Jimmy McCracklin, mit dem er den größten Teil seines Lebens zusammenarbeitete. Von den späten 1940er bis in die 1950er Jahre machte er auch häufig Aufnahmen als Sessionmusiker mit anderen Sängern, darunter Jimmy Wilson. Daneben nahm Thomas in den 1950er Jahren eine Reihe eigener Sessions auf, in denen er als „L. J. Thomas and His Louisiana Playboys“ oder „Thing“ Thomas bei Chess, als „Jerry Thomas“ bei Modern und als „Lafayette Thomas“ bei einer Reihe anderer Labels auftrat.
Er zog vorübergehend nach New York City, wo er zwischen 1958 und 1960 mit Sammy Price, Memphis Slim und Little Brother Montgomery arbeitete, bevor er wieder nach Kalifornien zurückkehrte.
1968 nahm er ein Album mit Dave Alexander und L. C. „Good Rockin“ Robinson für World Pacific Records auf. Er blieb bis in die frühen 1970er Jahren aktiv und arbeitete mit Sugar Pie DeSanto und anderen zusammen.
Lafayette Thomas starb am 20. Mai 1977 im Alter von 48 Jahren in Brisbane, Kalifornien, an einem Herzinfarkt.

## Diskografie

### Als eigenständiger Künstler

#### Singles
- Baby Take A Chance With Me / Sam’s Drag (Chess, 1952)
- Don’t Have To Worry / Lost Mind (Modern, 1954)
- Weekly Blues / The Thing (Trylite, 1955)
- Cockroach Run (Jumping, 1957) (Rückseite von The Jumping Judge)
- Please Come Back To Me / Lafayette’s A-Coming (Savoy, 1959)

#### Album
Mit L. C. Robinson und Dave Alexander
- Oakland Blues (World Pacific, 1969)

### Als Gastmusiker
Mit Little Brother Montgomery
- Tasty Blues (Bluesville, 1961)

Mit Memphis Slim
- Just Blues (Bluesville, 1961)
- No Strain (Bluesville, 1961)

Mit Jimmy McCracklin
- I Just Gotta Know (Imperial, 1963)